# HotSpot
HotSpot – maszyna wirtualna Javy, dostarczana przez firmę Oracle Corporation razem z pakietem Java Runtime Environment. Wykorzystuje między innymi takie technologie jak kompilacja w locie oraz optymalizacja adaptacyjna. Dla Javy Standard Edition oraz Enterprise Edition dostępna dla systemów Microsoft Windows, Linux oraz Solaris. Istnieją wersje przeznaczone dla Mobile Edition: CDC HotSpot Implementation (wcześniej CVM), CLDC HotSpot Implementation (wcześniej Monty).

## Historia
Maszyna wirtualna HotSpot została stworzona przez firmę Longview Technologies, LLC, działającą od roku 1994. W roku 1997 Longview Technologies zostało przejęte przez Sun Microsystems. HotSpot został wydany 27 kwietnia 1999, początkowo jako dodatek do platformy Sun Java w wersji 1.2. Od wersji 1.3 HotSpot jest podstawową maszyną wirtualną tej platformy.
Od 13 listopada 2006 HotSpot jest dostępny na powszechnej licencji publicznej GNU.

## Opis
Maszyna wirtualna HotSpot napisana jest w języku C++. Na stronie internetowej projektu OpenJDK znajduje się informacja, że kod źródłowy projektu to ok. 250 tys. linii kodu. Na program składają się m.in.:
- ładowarka klas (ang. class loader)
- interpreter kodu bajtowego (ang. bytecode interpreter)
- dwa kompilatory w locie, produkujące kod natywny – Client i Server w wersji dla SE i EE
- kilka mechanizmów odśmiecania pamięci
- zestaw bibliotek wspierających wykonanie